# Грандхи Малликарджуна Рао
Грандхи Малликарджуна Рао (телугу గ్రంధి మల్లికార్జున రావు, англ. Grandhi Mallikarjuna Rao; род. 14 июля 1950, Раджам, Мадрас) — индийский предприниматель. Основатель и неисполнительный директор с 2017 года холдинговой компании GMR Enterprises Private Limited (GEPL), которая владеет компанией GMR Group. Стоимость активов составляет 15 000 крор рупий.

## Биография
Вырос в городе Раджам, в 50 км от города Визианагарам и в 100 км от города Вишакхапатнам в штате Андхра-Прадеш, в семье торговцев. Семья покупала джут и зерно у фермеров и перепродавала их на переработку. В семье было четыре брата и три сестры, из которых Г. М. Рао был третьим по старшинству.
Окончил среднюю школу. Поступил в колледж в Боббили для предуниверситетской подготовки, а затем в инженерный колледж Университета Андхра в Вишакхапатнаме, который окончил в 1972 году, став первым в семье выпускником колледжа. Получил образование инженера-механика.
Через месяц после того, как Г. М. Рао окончил колледж, его отец поделил семейное имущество. Г. М. Рао получил дом и 3 лакха рупий.
По настоянию отца Г. М. Рао устроился инженером в Раджамандри в Andhra Paper Limited, которая с 1964 года занимается целлюлозно-бумажным производством, а через несколько месяцев — в Департамент общественных работ.
Вскоре по настоянию матери он уволился и, объединившись с братьями, занялся торговлей. Братья покупали семена кунжута индийского и урда у фермеров и продавали их в Ченнаи в штате Тамилнад, в Нагпуре в штате Махараштра и других местах. Затем братья открыли маслобойню. Г. М. Рао купил лицензию у закрывшейся фабрики по производству джута Ченнаи и, вложив 40 лакхов рупий, основал на новом месте небольшую фабрику по производству джута, которая начала производственную деятельность в 1978 году. На фабрике трудилось 500 рабочих. Затем братья открыли сталепрокатный и ферросплавный завод в Теккали. Братья потеряли транспортный бизнес (три автобуса) в начале 1980-х годов, когда правительство национализировало транспортный бизнес. Братья приобрели ещё одну фабрику по производству джута.
В 1987—1988 гг. братья разделили бизнес, который к тому времени включал производство пластиковых труб, велосипедных ободов и другие мелкие отрасли.
Г. М. Рао начал производить ватные палочки для ушей в Ченнаи на экспорт. Вскоре продал этот бизнес.
Г. М. Рао получил лицензии на сахарный завод и пивоварню. Однако в Андхра-Прадеш ввели запрет на продажу спиртного. 
Г. М. Рао вошёл в совет директоров небольшого частного банка Vysya Bank с штаб-квартирой в Бангалоре, капитал которого составлял 60 лакхов рупий. Банк имел 200 отделений в штатах Андхра-Прадеш, Тамилнад и Карнатака. В 1987—1988 гг. банк произвёл эмиссию, чтобы соответствовать требованиям Резервного банка Индии. Г. М. Рао инвестировал 5-6 лакхов рупий и попросил инвестировать друзей и братьев. Через год банк повторил эмиссию и доля Г. М. Рао выросла до 12 %, он стал основным акционером. Г. М. Рао передал 5 % акций бельгийскому банку Bank Brussels Lambert. Vysya Bank получил лицензию на деятельность по страхованию жизни, и BBL увеличил свою долю с 5 до 10 %. В 1998 году BBL приобрела нидерландская группа ING. В 2002 году Г. М. Рао продал свою долю в Vysya Bank группе ING. Являлся неисполнительным председателем с октября 2002 года по январь 2006 года. В 2009 году ушёл в отставку со всех неисполнительных должностей в банке. В 2016 году завершено слияние ING Vysya Bank с Kotak Mahindra Bank.
Г. М. Рао получил лицензию на электростанцию GMR Vasavi в Ченнаи. Введена в эксплуатацию в марте 1999 года. Электростанция до закрытия в 2018 году являлась крупнейшей в мире дизельной электростанцией, имеющей номинальную мощность 200 МВт, с четырьмя блоками низкооборотных дизель-генераторов MAN B&W 12K90MC-S производства Hyundai. 46 % электростанции принадлежали американской компании CMS Energy. Позднее CMS Energy продала свою долю Г. М. Рао.
Г. М. Рао приобрёл лицензию на строительство плавучей парогазовой электростанции (ПГЭС), установленной на барже. Владельцами лицензии была малазийская компания и чикагская компания Sargent & Lundy, которые не смогли её реализовать. ПГЭС построена компанией Hyundai Engineering (HEC) в Ульсане. ПГЭС установлена на барже длиной 106 м и дедвейтом 13 000 т на банке в эстуарии Нетравати-Гурпур у деревни Танир-Бави (Tanir Bavi) близ города Мангалур в штате Карнатака. Установлены 4 парогенератора производства канадской компании Innovative Steam Technologies (IST), 4 газотурбинных установки (ГТУ) на базе газовой турбины LM6000PC производства General Electric единичной мощностью 46,68 МВт и одна паротурбинная установка (ПТУ) производства чешского завода компании ABB (ныне актив General Electric) мощностью 50 МВт. Установленная мощность 220 МВт. Топливо — нафта (лигроин). Введена в эксплуатацию в ноябре 2001 года. 26 % акций Tanir Bavi Power Co. принадлежали Г. М. Рао через GMR Vasavi Group, а 74 % — американской компании Public Service Enterprise Group (PSEG). В октябре 2002 года PSEG продала Г. М. Рао свою долю за 45 млн долларов. В апреле 2010 года баржа была перемещена в город Какинада в штате Андхра-Прадеш. В 2011—2012 гг. GMR Group потратила 605 крор рупий на перевод электростанции на природный газ. Является первой в Индии и крупнейшей в мире ПГЭС на барже.
В 2006 году GMR Group приобрёл 51 % акций Quintant, компании по предоставлению бизнес-услуг, за 16 млн долларов, а через 6 месяцев продал за 18,5 млн долларов долю компании IGATE, которую в 2015 году поглотила Capgemini.
GMR Group построила несколько дорог по контракту с Национальным агентством автомобильных магистралей Индии.
Международный аэропорт имени Раджива Ганди близ Хайдарабада построен и управляется компанией GMR Hyderabad International Airport Limited (GHIAL), которая вляется совместным предприятием GMR Group (63 %) в партнёрстве с управлением аэропортов Индии (AAI) (13 %), правительством штата Телингана (13 %) и малайзийской компанией Malaysia Airports Holdings Berhad (MAHB) (11 %).
GMR Group имеет штаб-квартиру в Нью-Дели и занимается проектами в Индии и за её пределами в области аэропортов, энергетики, транспорта и городской инфраструктуры.
В 2011 году Г. М. Рао присвоена степень почётного доктора права Йоркского университета в Торонто. В 2010 году получил почётную степень доктора филологических наук (Litt.D.) Университета Андхра, в 2005 году — Технического университета имени Джавахарлала Неру в Хайдарабаде.

## Личная жизнь
Женат. Имеет двух сыновей: Грандхи Бучи Саньяси Раджу (Grandhi Buchi Sanyasi (G. B. S.) Raju) и Грандхи Киран Кумар (Grandhi Kiran Kumar), которые входят в исполнительный совет GMR Group. Также в совет входит зять Сринивас Боммидала (Srinivas Bommidala).